# Furuholmen (réserve naturelle)
Pour les articles homonymes, voir Furholmen.
La réserve naturelle de Furuholmen (en suédois : Furuholmen naturreservat) est une réserve naturelle de l'archipel de Luleå dans le comté de Norrbotten en Suède,,,.

## Présentation
Située à 9 kilomètres au sud-ouest du centre-ville de Luleå, la zone naturelle est protégée depuis 1997 et s'étend sur 0,3 kilomètres carrés à proximité de Sandön.
La réserve comprend la petite île morainique de Furuholmen d'une superficie de 1,6 hectares avec une riche avifaune où prospèrent les mouettes, les sternes et les oies cendrées.                         
L'île est couverte d'une boulaie clairsemée avec quelques épicéas plus jeunes.
Dans la forêt, on trouve de l'épilobe en épi et le mélampyre des forêts, mais aussi des parcelles où poussent la pyrole à feuilles rondes et la trientale d'Europe.  
Le long des rives, les roseaux constituent l'herbe la plus commune dans la partie intérieure et le Deschampsia bottnica près de l'eau. 
On peut également y trouver des espèces telles que la reine-des-prés, la valeriana, la parnassie des marais et le gaillet des marais.